# Buzovna
Buzovna – osiedle typu miejskiego w Azerbejdżanie, należące do miasta wydzielonego Baku. Liczy 25 853 mieszkańców (dane na rok 2008). Ośrodek przemysłowy.